# Alex McAvoy
Alex McAvoy (Glasgow, 10 marzo 1928 – Londra, 16 giugno 2005) è stato un attore scozzese, noto per i suoi ruoli di Sunny Jim nell'adattamento della BBC Scotland delle storie Para Handy di Neil Munro , The Vital Spark, e dell'insegnante nel film musicale dei Pink Floyd, The Wall.

## Biografia
Da giovane si iscrisse alla School of Art di Renfrew Street a Glasgow prima, negli anni '50, di entrare alla Royal Scottish Academy of Music and Drama di Glasgow.  Da giovane attore ha recitato al Citizens Theatre nel quartiere Gorbals di Glasgow insieme a star del futuro come John Cairney e Mary Marquis . 
Nella prima parte della sua carriera McAvoy si è avventurato nella varietà e nell'intrattenimento leggero ed è stato il primo contraltare del cantante comico scozzese Andy Stewart .
I suoi numerosi ruoli televisivi includevano parti in Metropolitan, Dad's Army e Z-Cars, nonché parti più serie nei drammi della domenica sera sulla televisione britannica. Al cinema, ha interpretato in modo memorabile l'insegnante sadico in Pink Floyd – The Wall (1982), e ha anche avuto ruoli in Country Dance (1970), Venus Peter (1989, come il Beadle) e Strictly Sinatra (2001). Ha anche partecipato al video EP dei Pink Floyd The Final Cut (1983). 